# United States Office of War Information

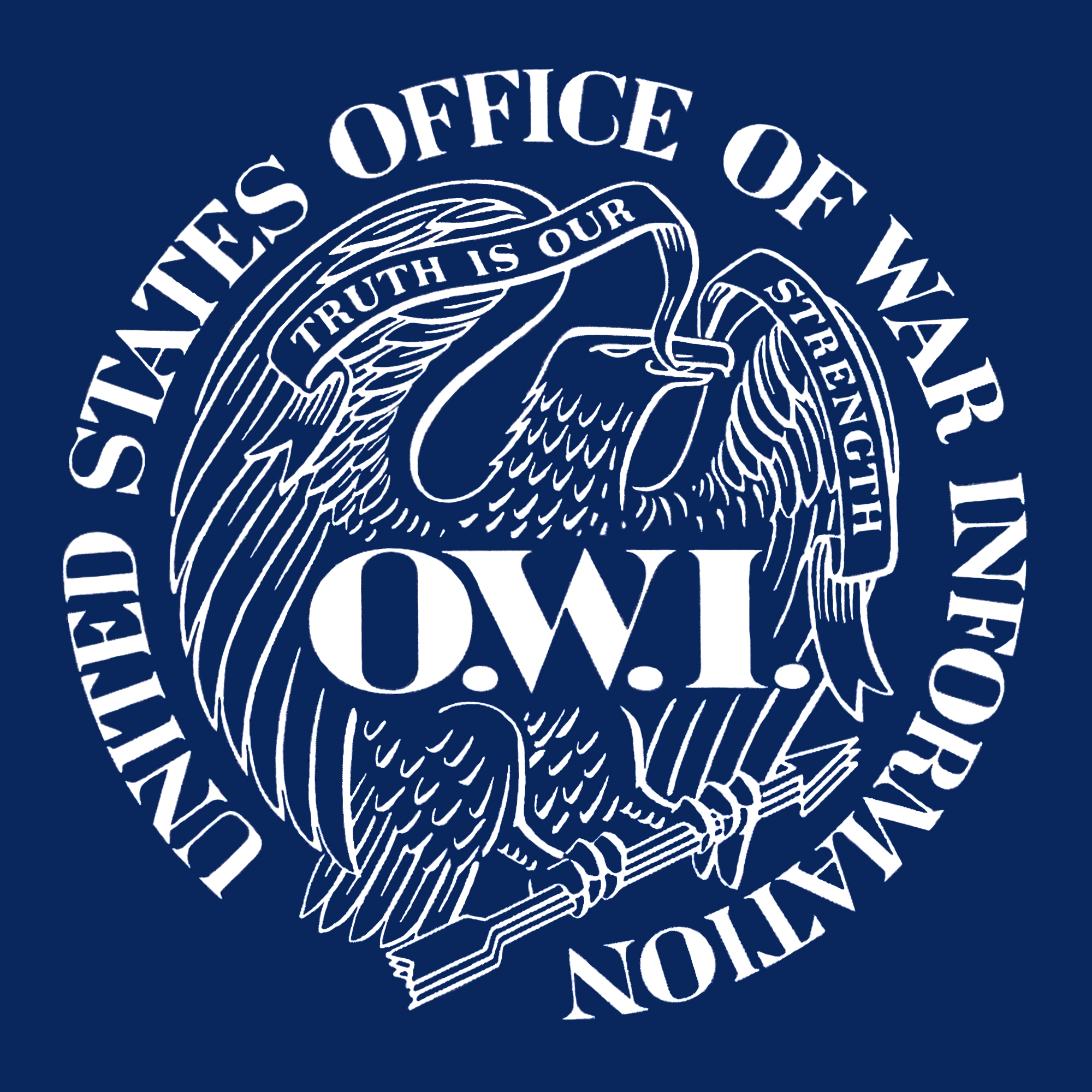
OWI-Logo

Das United States Office of War Information (OWI; deutsch Amt für Kriegsinformationen der Vereinigten Staaten) war eine US-Regierungsbehörde zur Verbreitung von Kriegsinformationen während des Zweiten Weltkrieges.

## Organisation
Das OWI bestand vom 13. Juni 1942 bis zum 15. September 1945 und war aus dem Büro für Fakten und Zahlen (Office of Facts and Figures) hervorgegangen. Es verarbeitete Informationen des Büros für Regierungsberichte (Office of Government Reports), der Abteilung Information des Büros für Krisenmanagement (Office for Emergency Management) und verschiedener Abteilungen des 1941 gegründeten Office of the Coordinator of Information (OCI), dem späteren Office of Strategic Services (OSS). (Informationen für Lateinamerika verblieben beim Office of the Coordinator of Inter-American Affairs (OCIAA)).
Der CBS-Reporter Elmer Davis war der vom Weißen Haus ernannte Leiter der 3000 Mitarbeiter. Viele Schreiber, Produzenten und Schauspieler/Rundfunksprecher vertraten offen Franklin D. Roosevelts New-Deal-Politik und galten als „liberal“. Andere sympathisierten mit der Sowjetunion bzw. waren frühere Mitglieder der Kommunistischen Partei der USA, von denen jedoch 35 wieder entfernt wurden.
Auf Druck des Kongresses wurden die Mittel des OWI für 1944 gekürzt und mit strengen Auflagen über die Verwendung versehen. Es arbeitete daraufhin überwiegend im Ausland zur Untergrabung der gegnerischen Moral. Nach seiner Schließung übernahm das Außenministerium seine Auslandsfunktionen. Das Pendant zum OWI war im Ersten Weltkrieg das Committee on Public Information.

## Aktivitäten
OWI war eine von zahlreichen Bundesbehörden, die der totalen Mobilisierung für den Sieg dienten. Es koordinierte die Regierungsinformationen und steuerte die Zusammenarbeit mit Printmedien, Hörfunk und Film. Anfangs war eine wahrheitsgetreue Berichterstattung, wie sie noch der Film Casablanca wiedergibt, vorgesehen. Das OWI beeinflusste aber bald alle Filmproduktionen Hollywoods. Dazu wurden zahllose Richtlinien entwickelt, um die Konformität der Filme sicherzustellen. Die erste Frage an Filmproduzenten etwa war: „Wird der Film helfen, den Krieg zu gewinnen?“ Manipulierte Meinung mit Verneinung oder Verschleierung relevanter Informationen sowie sentimentalem Symbolismus waren die Folge in den Produktionen.
OWI entwarf für die Regierung auch selbst Plakate, die vor Spionen und Saboteuren warnten, und produzierte Radioserien sowie 16-mm-Filme. Zwei Abteilungen für Fotografie der aufgelösten Farm Security Administration lieferten in den ersten beiden Kriegsjahren Fotos aus Flugzeugfabriken und von Frauen am Arbeitsplatz. Im Gründungsjahr etablierte es den Sender Voice of America, der bis heute existiert. „Die vier Freiheiten“, die Franklin D. Roosevelt im Januar 1941 bei einer Rede vor dem Kongress postuliert hatte, inspirierten Norman Rockwell zu vier Gemälden, mit denen das OWI ab 1943 durch die USA tourte und 130 Mio. $ als Kriegsanleihen einsammelte. Andere Plakate wurden von Auftragsnehmern wie Henrion Ludlow Schmidt gestaltet.
Produkte:
- Serien des Domestic Radio Bureau
  - This is Our Enemy (1942)
  - Uncle Sam, Hauswirtschaft
  - Hasten the Day, Heimatfront
  - Chaplain Jim, NBC
  - An American in England, An American in Russia, Passport for Adams (Norman Corwin)
  - This is War
  - Die Schulzes von Yorkville
- 267 Film-Wochenschauen The United Newsreel

1945 nutzte das Office of War Information die Werbefigur Betty Crocker, die für Produkte der Firma General Mills warb als tägliche Gastgeberin der Radiosendung Our Nation's Rations (dt. Die Marschverpflegung unserer Nation), unter anderem für den Kauf von Kriegsanleihen und das Spenden von Blut sowie um Empfehlungen über den Umgang mit Lebensmitteln zu verbreiten. Die verschiedenen Schauspielerinnen, die Betty Crocker verkörperten, interviewten Soldaten, Behördenvertreter und Ernährungsexperten und informierten die Zuhörer über Sachverhalte, die von der weltweiten Ernährungssituation bis zur Versendung von Weihnachtspäckchen ins Ausland reichten.
Zusammen mit der BBC betrieb das Büro den Propagandasender ABSIE (American Broadcasting Station in Europe) vom 30. April 1944 bis zum 4. Juli 1945. In diesem aus London ausstrahlenden Sender entstand auch die Idee für eine Zeitschrift zur Entnazifizierung der Deutschen nach dem Krieg. Dieses erste Nachkriegsmagazin in deutscher Sprache trug den Titel Heute – eine deutsche Illustrierte, herausgegeben von der amerikanischen Militärregierung.